# Семакала, Тонтон
Тонтон Валомбуа Семакала (швед. Tonton Walombua Semakala; род. 5 апреля 1975, Киншаса) — шведский боксёр конголезского происхождения, представитель лёгкой, первой полусредней и полусредней весовых категорий. Выступал за сборную Швеции по боксу в середине 1990-х годов, бронзовый призёр чемпионата мира, победитель и призёр многих турниров международного значения. В период 1998—2008 годов боксировал также на профессиональном уровне.

## Биография
Тонтон Семакала родился 5 апреля 1975 года в городе Киншаса, Заир (ныне Демократическая Республика Конго). Впоследствии постоянно проживал в Стокгольме, Швеция. Выступал за стокгольмские клубы «Эрнен», «Хаммарбю», «Юргорден» и «Тенста», а также за «Шверин» в немецкой Бундеслиге.

### Любительская карьера
В 1993 году выиграл молодёжный чемпионат Швеции и стал серебряным призёром молодёжного чемпионата северных стран.
Первого серьёзного успеха на взрослом международном уровне добился в сезоне 1994 года, когда выиграл чемпионат Швеции, вошёл в состав шведской национальной сборной и побывал на Кубке Копенгагена в Дании, откуда привёз награду бронзового достоинства, выигранную в зачёте лёгкой весовой категории.
В 1995 году в первом полусреднем весе одержал победу на международном турнире «Таммер» в Тампере, дошёл до финала чемпионата Швеции.
В 1996 году стал серебряным призёром турнира «Таммер» и чемпионом Швеции. Выступил на чемпионате Европы в Вайле, где уже на предварительном этапе дисквалификацией потерпел поражение от представителя Германии Октая Уркала и сразу же выбыл из борьбы за медали.
Наиболее успешным сезоном в его спортивной карьере оказался сезон 1997 года — в это время Семакала выиграл чемпионат Швеции, победил на международном турнире в Стокгольме и турнире на приз газеты «Евле Дагблад». На чемпионате мира в Будапеште завоевал бронзовую медаль в категории до 63,5 кг, уступив на стадии полуфиналов россиянину Паате Гвасалии.

### Профессиональная карьера
Покинув расположение шведской сборной, в период 1998—2008 годов Тонтон Семакала выступал на профессиональном уровне. Долгое время не знал поражений, одержал множество побед на рингах США, хотя уровень его оппозиции был не очень высоким. Единственный раз проиграл в апреле 2006 года, оказавшись в нокауте в поединке с малоизвестным латвийским боксёром Юрием Борейко (5-8).

### Карьера тренера
Работал тренером в клубах «Тенста» и «Юргорден». Среди известных воспитанников — чемпион Швеции Александер Бвамбале.